# Kościół Najświętszego Zbawiciela w Pleszewie
Kościół Najświętszego Zbawiciela w Pleszewie – rzymskokatolicki kościół parafialny należący do parafii pod tym samym wezwaniem (dekanat Pleszew diecezji kaliskiej).

## Historia
Świątynia została wzniesiona w latach 1844-48 jako zbór ewangelicko-luterski. Po zakończeniu II wojny światowej ludność niemiecka wyznania ewangelickiego opuściła miasto Pleszew i okolice. Świątynia została bez gospodarza. W 1945 roku ówczesny proboszcz parafii Ścięcia Św. Jana Chrzciciela w Pleszewie ks. prałat Kazimierz Niesiołowski występuje do władz cywilnych o przejęcie kościoła, cmentarza i pastorówki (domu pastora) w zarząd Kościoła rzymskokatolickiego. W dniu 17 marca 1945 roku Rada Narodowa Miasta Pleszewa uchwala uczynić starania u właściwych władz o przyznanie świątyni poewangelickiej dla celów parafii katolickiej. Tymczasowy Zarząd Państwowy w Poznaniu oddaje świątynię w tymczasowe zarządzanie parafii katolickiej w dniu 13 sierpnia 1945 roku. Ta decyzja była podstawą do poświęcenia świątyni, którego dokonał ks. proboszcz Niesiołowski 9 września 1945 roku na mocy upoważnienia władzy duchownej z Gniezna. Okręgowy Urząd Likwidacyjny w Poznaniu na podstawie decyzji Głównego Urzędu Likwidacyjnego w Łodzi przekazał w dniu 18 kwietnia 1946 r. świątynię jednak bez cmentarza i pastorówki. Późniejsze starania o te nieruchomości nie przyniosły żadnych rezultatów. Budynek świątyni wymagał oczywiście remontu i przystosowania wystroju do wymogów liturgicznych kościoła rzymskokatolickiego. W 1945 roku w świątyni zostały usunięte balkony na drugim piętrze. Pozyskana świątynia zaczęła funkcjonować jako kościół filialny parafii Ścięcia św. Jana Chrzciciela w Pleszewie. Przez jakiś czas świątynia ta pełniła funkcję kościoła garnizonowego, gdy w Pleszewie było wojsko i mogło chodzić do kościoła. Z biegiem lat w pobliżu świątyni zaczyna przybywać mieszkańców. Powstaje potrzeba duszpasterska zorganizowania w tym miejscu odrębnej parafii, co nie jest łatwe w czasie rządów komunistycznych. W dniu 22 lutego 1967 roku w świątyni został poświęcony Obraz Najświętszej Maryi Panny Nieustającej Pomocy, natomiast 18 czerwca tego samego roku została poświęcona chrzcielnica. Latem 1967 roku przy życzliwej pomocy pleszewskich stolarzy zostały zbudowane salki na miejscu balkonów II piętra. W 1968 roku zostały zakupione ławy z kościoła ewangelickiego w Nowej Rudzie. Stare ponad stuletnie ławy już się nie nadawały do użytku i zostały zamienione na ławy w lepszym stanie. W tym samym roku również zostały wykute w bocznych ścianach cztery wnęki w celu zamontowania w nich konfesjonałów. W 1976 roku zostało poświęcone odnowione prezbiterium według projektu ks. Bolesława Dzierwy, wykonanego przez Ireneusza Daczkę z Rydzyny. W 1977 roku zostały dokonane dalsze zmiany w świątyni: pod stropem została założona kompozycja przedstawiająca Zesłanie Ducha Świętego, na kasetony sufitowe zostały nałożone plastikowe nakładki. Następnie zostały zlikwidowane dwa filary pod chórem, który został wzmocniony tragarzem. Spowodowało to efekt optyczny poszerzenia nawy świątyni. Następnie zostały założone kapitele na filary i boazeria. W dniu 7 lutego 1978 roku odpowiednim pismem Urzędu Wojewódzkiego w Kaliszu, Wydział do Spraw Wyznań poinformował Kurię w Gnieźnie, że nie zgłasza zastrzeżeń przeciwko erygowaniu nowej parafii przy kościele Najświętszego Zbawiciela w Pleszewie. Erekcja nowej parafii została zatwierdzona dekretem Prymasa Tysiąclecia z dnia 29 marca 1978 roku.

## Organy
Organy wybudował Albert Polzin w 1903 roku. Oferty na budowę organów złożyły również firmy Schlag & Söhne oraz Gebrüder Walter. Prospekt pochodzi z poprzedniego instrumentu zbudowanego w latach 1845–1847 przez Antona Dublanskiego. W 1969 roku organy zostały wyremontowane. Miech organowy został przeniesiony na wyższą kondygnację w wieży świątyni. Generalny remont miał miejsce około 2012 roku. Wykonał go Marek Cepka. Wtedy to zmieniono między innymi trakturę z pneumatycznej na elektropneumatyczną.
Dyspozycja instrumentu:
| Manuał I           | Manuał II          | Pedał         |
| ------------------ | ------------------ | ------------- |
| 1. Burdon 16’      | 1. Gedakt 8’       | 1. Violon 16' |
| 2. Pryncypał 8’    | 2. Salicet 8’      | 2. Subbas 16' |
| 3. Holflet 8’      | 3. Aeoline 8’      | 3. Cello 8'   |
| 4. Gamba 8’        | 4. Schalmei 8’     |               |
| 5. Gemshorn 8’     | 5. Pryncypał 4'    |               |
| 6. Oktawa 4’       | 6. Trawers flet 4' |               |
| 7. Mixtura 2–3 ch. |                    |               |